# 141 (عدد)
141 عدد صحيح. طبيعي بين 140 و142

## في الرياضيات
- 141 عدد فردي
- 141 عدد قلوب
- 141 عدد سعيد
- 141 عدد شبه أولي لأن تحليل 141 هو 3×47